# همیلتون کاستنر
همیلتون کاستنر (انگلیسی: Hamilton Castner؛ زاده ۱۱ سپتامبر ۱۸۵۸ درگذشته ۱۱ اکتبر ۱۸۹۹) یک دانشمند در زمینه شیمی‌دان اهل ایالات متحده آمریکا بود.